# Phrynobatrachus parvulus
Phrynobatrachus parvulus – gatunek płaza bezogonowego z rodziny Phrynobatrachidae.

## Zasięg występowania
Afryka Subsaharyjska: Angola, Botswana, Zambia, Zimbabwe, Demokratyczna Republika Konga, Malawi, Tanzania, Uganda, być może także Namibia (Pas Caprivi) i Mozambik. 

## Budowa ciała
Osiąga 7,5 mm długości.

## Biologia i ekologia
Zazwyczaj występuje na wysokościach 1000–2000 m n.p.m. Żyje na wilgotnych sawannach i łąkach, także w wilgotnych lasach. Prowadzi lądowy tryb życia. Potrafi zagrzebywać się w ziemi.